# Ilex borneensis
Ilex borneensis är en järneksväxtart som beskrevs av Ludwig Eduard Loesener. Ilex borneensis ingår i släktet järnekar, och familjen järneksväxter. Inga underarter finns listade i Catalogue of Life.